# Dobro jutro, komšija
Dobro jutro, komšija, bosanskohercegovačka je televizijska komedija čija je premijera bila 13. siječnja 2019. godine.

## Glavne uloge
| Glumac               | Uloga           |
| -------------------- | --------------- |
| Aleksandar Stojković | Čedo            |
| Ivana Hrvacanin      | Jelka           |
| Gordana Milinović    | Danica          |
| Mirela Predojević    | Brankica        |
| Željko Kasap         | Neđo            |
| Radenka Ševa         | Milka           |
| Dean Batoz           | Mile            |
| Nataša Ivančević     | Vidosava        |
| Goran Jokić          | Trto            |
| Dragoslav Medojević  | Striko          |
| Amir Škrgić          | Mrva            |
| Mihailo Maksimović   | Inspektor Radan |
| Tatjana Binjaš Batoz | Violeta         |

## Serija

### Sezone
| Sezona | Sezona | Epizode | Prvo prikazivanje  | Prvo prikazivanje |
| Sezona | Sezona | Epizode | Premijera          | Finale            |
| ------ | ------ | ------- | ------------------ | ----------------- |
|        | 1.     | 20      | 13. siječnja 2019. | 9. lipnja 2019.   |
|        | 2.     | 20      | 12. siječnja 2020. | 24. svibnja 2020. |
|        | 3.     | 12      | 7. ožujka 2021.    | 23. svibnja 2021. |
|        | 4.     | 20      | 1. siječnja 2023.  | 21. svibnja 2023. |
|        | 5.     | 10      | 28. siječnja 2024. | 7. travnja 2024.  |
|        | 6.     | n.p.    | 19. siječnja 2025. | 2025.             |

### Epizode

#### 1. sezona
| Broj epizode u seriji | Broj epizode u sezoni | Ime                | Datum izlaska      |
| --------------------- | --------------------- | ------------------ | ------------------ |
| 1.                    | 1.                    | Nova komšinica     | 13. siječnja 2019. |
| 2.                    | 2.                    | Danica kod doktora | 20. siječnja 2019. |
| 3.                    | 3.                    | Posao              | 27. siječnja 2019. |
| 4.                    | 4.                    | Koka               | 3. veljače 2019.   |
| 5.                    | 5.                    | Prvi radni dan     | 10. veljače 2019.  |
| 6.                    | 6.                    | Milica             | 17. veljače 2019.  |
| 7.                    | 7.                    | Striko             | 23. veljače 2019.  |
| 8.                    | 8.                    | Medeni             | 3. ožujka 2019.    |
| 9.                    | 9.                    | Kičma              | 10. ožujka 2019.   |
| 10.                   | 10.                   | Krema              | 17. ožujka 2019.   |
| 11.                   | 11.                   | Slava              | 24. ožujka 2019.   |
| 12.                   | 12.                   | Žalost             | 31. ožujka 2019.   |
| 13.                   | 13.                   | Džemperi           | 7. travnja 2019.   |
| 14.                   | 14.                   | Kućni ljubimci     | 21. travnja 2019.  |
| 15.                   | 15.                   | Strava             | 28. travnja 2019.  |
| 16.                   | 16.                   | Zub                | 5. svibnja 2019.   |
| 17.                   | 17.                   | Ženidba            | 19. svibnja 2019.  |
| 18.                   | 18.                   | Dijeta             | 26. svibnja 2019.  |
| 19.                   | 19.                   | Auto               | 2. lipnja 2019.    |
| 20.                   | 20.                   | Bajka              | 9. lipnja 2019.    |

#### 2. sezona
| Broj epizode u seriji | Broj epizode u sezoni | Ime        | Datum izlaska      |
| --------------------- | --------------------- | ---------- | ------------------ |
| 21.                   | 1.                    | Miridba    | 12. siječnja 2020. |
| 22.                   | 2.                    | Njemačka   | 19. siječnja 2020. |
| 23.                   | 3.                    | Pehista    | 26. siječnja 202.  |
| 24.                   | 4.                    | Lopov      | 2. veljače 2020.   |
| 25.                   | 5.                    | Tata       | 9. veljače 2020.   |
| 26.                   | 6.                    | Usisivač   | 16. veljače 2020.  |
| 27.                   | 7.                    | Autoput    | 23. veljače 2020.  |
| 28.                   | 8.                    | Ljubomora  | 1. ožujka 2020.    |
| 29.                   | 9.                    | Čobanin    | 8. ožujka 2020.    |
| 30.                   | 10.                   | Udaja      | 15. ožujka 2020.   |
| 31.                   | 11.                   | Hipnoza    | 22. ožujka 2020.   |
| 32.                   | 12.                   | Hotel      | 29. ožujka 2020.   |
| 33.                   | 13.                   | Kupovina   | 5. travnja 2020.   |
| 34.                   | 14.                   | Rođendan   | 12. travnja 2020.  |
| 35.                   | 15.                   | Dan grada  | 19. travnja 2020.  |
| 36.                   | 16.                   | Bolnica    | 26. travnja 2020.  |
| 37.                   | 17.                   | Slikarstvo | 3. svibnja 2020.   |
| 38.                   | 18.                   | Čini       | 10. svibnja 2020.  |
| 39.                   | 19.                   | Torini     | 17. svibnja 2020.  |
| 40.                   | 20.                   | Sahrana    | 24. svibnja 2020.  |

#### 3. sezona
| Broj epizode u seriji | Broj epizode u sezoni | Ime          | Datum izlaska     |
| --------------------- | --------------------- | ------------ | ----------------- |
| 41.                   | 1.                    | Dvoboj       | 7. ožujka 2021.   |
| 42.                   | 2.                    | Asfalt       | 14. ožujka 2021.  |
| 43.                   | 3.                    | Dug          | 21. ožujka 2021.  |
| 44.                   | 4.                    | Gosti        | 28. ožujka 2021.  |
| 45.                   | 5.                    | Lutka        | 4. travnja 2021.  |
| 46.                   | 6.                    | Ribolov      | 11. travnja 2021. |
| 47.                   | 7.                    | Srebreni pir | 18. travnja 2021. |
| 48.                   | 8.                    | Proteza      | 25. travnja 2021. |
| 49.                   | 9.                    | Konzul       | 2. svibnja 2021.  |
| 50.                   | 10.                   | Duh          | 9. svibnja 2021.  |
| 51.                   | 11.                   | Ljubav       | 16. svibnja 2021. |
| 52.                   | 12.                   | Svadba       | 23. svibnja 2021. |

#### 4. sezona
| Broj epizode u seriji | Broj epizode u sezoni | Ime             | Datum izlaska      |
| --------------------- | --------------------- | --------------- | ------------------ |
| 53.                   | 1.                    | Izbori          | 1. siječnja 2023.  |
| 54.                   | 2.                    | Seoski turizam  | 8. siječnja 2023.  |
| 55.                   | 3.                    | Krivošije       | 15. siječnja 2023. |
| 56.                   | 4.                    | Vidovita Branka | 22. siječnja 2023. |
| 57.                   | 5.                    | Škola           | 29. siječnja 2023. |
| 58.                   | 6.                    | Rođak           | 5. veljače 2023.   |
| 59.                   | 7.                    | Ime             | 12. veljače 2023.  |
| 60.                   | 8.                    | Dženaza         | 19. veljače 2023.  |
| 61.                   | 9.                    | Koza            | 26. veljače 2023.  |
| 62.                   | 10.                   | Drug iz vojske  | 5. ožujka 2023.    |
| 63.                   | 11.                   | Egzibicionista  | 12. ožujka 2023    |
| 64.                   | 12.                   | Slatki snovi    | 26. ožujka 2023.   |
| 65.                   | 13.                   | Zlato           | 2. travnja 2023.   |
| 66.                   | 14.                   | Izlet           | 9. travnja 2023.   |
| 67.                   | 15.                   | Ljubomora       | 16. travnja 2023.  |
| 68.                   | 16.                   | Zalutali        | 23. travnja 2023.  |
| 69.                   | 17.                   | Muškarčine      | 30. travnja 2023.  |
| 70.                   | 18.                   | Ofelija         | 7. svibnja 2023.   |
| 71.                   | 19.                   | Program         | 14. svibnja 2023.  |
| 72.                   | 20.                   | Oproštaj        | 21. svibnja 2023.  |

#### 5. sezona
| Broj epizode u seriji | Broj epizode u sezoni | Ime             | Datum izlaska      |
| --------------------- | --------------------- | --------------- | ------------------ |
| 73.                   | 1.                    | Ornitolog       | 28. siječnja 2024. |
| 74.                   | 2.                    | Jutjuber        | 4. veljače 2024.   |
| 75.                   | 3.                    | Preljuba        | 11. veljače 2024.  |
| 76.                   | 4.                    | Sistematizacija | 18. veljače 2024.  |
| 77.                   | 5.                    | Golf            | 25. veljače 2024.  |
| 78.                   | 6.                    | Fabrika         | 3. ožujka 2024.    |
| 79.                   | 7.                    | Miš             | 10. ožujka 2024.   |
| 80.                   | 8.                    | Moped           | 17. ožujka 2024.   |
| 81.                   | 9.                    | Trampa          | 31. ožujka 2024.   |
| 82.                   | 10.                   | Lincura         | 7. travnja 2024.   |

#### 6. sezona
| Broj epizode u seriji | Broj epizode u sezoni | Ime    | Datum izlaska      |
| --------------------- | --------------------- | ------ | ------------------ |
| 83.                   | 1.                    | Strina | 19. siječnja 2025. |

## Produkcija
Početkom rujna 2018. godine održana je audicija za seriju. Polovicom rujna 2018. počelo je snimanje serije, a snimanje prvih 10 epizoda završeno je krajem studenoga 2018. godine. Premijera prve sezone prikazana je na BN TV-u 13. siječnja 2019. godine, a posljednja epizoda prve sezone 9. lipnja 2019. godine.
Snimanje druge sezone počelo je krajem rujna 2019. godine. Premijera druge sezone prikazana je na BN TV-u 12. siječnja 2020. godine, a posljednja epizoda druge sezone 24. svibnja 2020. godine. Snimanje treće sezone počelo je u rujnu 2020. godine, a završeno je početkom 2021. godine. Premijera treće sezone bila je na BN TV-u 7. ožujka 2021 godine, a posljednja epizoda sezone prikazana je 23. svibnja 2021. godine.

## Filmovi
| Film                    | Datum objavljivanja | Redatelj                            | Scenarist   | Producent           |
| ----------------------- | ------------------- | ----------------------------------- | ----------- | ------------------- |
| Dobro jutro, komšija 1  | 14. prosinca 2012.  | Željko Kasap                        | Pero Špadić | RTV Prijedor, BN TV |
| Dobro jutro, komšija 2  | 29. rujna 2014.     | Željko Kasap                        | Pero Špadić | RTV Prijedor, BN TV |
| Dobro jutro, komšija 3  | 4. studenoga 2016.  | Mladen Marjanović                   | Pero Špadić | RTV Prijedor, BN TV |
| Dobro jutro, komšija 4  | 16. studenoga 2017. | Pero Špadić                         | Pero Špadić | RTV Prijedor, BN TV |
| Dobro jutro, komšija 5  | 19. listopada 2018. | Pero Špadić                         | Pero Špadić | RTV Prijedor, BN TV |
| Srećan put, komšija     | 22. studenoga 2019. | Mladen Marjanović                   | Pero Špadić | RTV Prijedor, BN TV |
| Dobro jutro, komšija 7  | 12. studenoga 2020. | Mladen Marjanović                   | Pero Špadić | RTV Prijedor, BN TV |
| Dobro jutro, komšija 8  | 16. prosinca 2021.  | Mladen Marijanović                  | Pero Špadić | RTV Prijedor, BN TV |
| Dobro jutro, komšija 9  | 6. siječnja 2023.   | Mladen Marijanović                  | Pero Špadić | RTV Prijedor, BN TV |
| Dobro jutro, komšija 10 | 7. siječnja 2024.   | Mladen Marijanović i Danijel Špadić | Pero Špadić | BN TV               |
| Dobro jutro, komšija 11 | 7. siječnja 2025.   | Danijel Špadić                      | Pero Špadić |                     |

## Specijali
| Naziv                                                          | Naziv                                                          | Datum objavljivanja | Trajanje  |
| -------------------------------------------------------------- | -------------------------------------------------------------- | ------------------- | --------- |
| Dobro jutro, komšija – Specijal iza kamere (1. DIO)            | Dobro jutro, komšija – Specijal iza kamere (1. DIO)            | 11. travnja 2019.   | 3 minuta  |
| Dobro jutro, komšija – Specijal (KRAJ PRVE SEZONE SERIJE)      | Dobro jutro, komšija – Specijal (KRAJ PRVE SEZONE SERIJE)      | 6. listopada 2019.  | 21 minuta |
| Dobro jutro, komšija – Vaskršnji specijal (BN Televizija 2020) | Dobro jutro, komšija – Vaskršnji specijal (BN Televizija 2020) | 19. travnja 2020.   | 66 minuta |
| Dobro jutro, komšija – Specijal (KRAJ DRUGE SEZONE SERIJE)     | Dobro jutro, komšija – Specijal (KRAJ DRUGE SEZONE SERIJE)     | 31. svibnja 2020.   | 45 minuta |
| Dobro jutro, komšija – Specijal iza kamere (SEZONA 3)          | Dobro jutro, komšija – Specijal iza kamere (SEZONA 3)          | 27. prosinca 2020.  | 8 minuta  |
| Dobro jutro, komšija – Specijal                                | Dobro jutro, komšija – Specijal                                | 1. siječnja 2021.   | 60 minuta |
| Dobro jutro, komšija – Specijal iza kamere (KRAJ SERIJALA)     | Dobro jutro, komšija – Specijal iza kamere (KRAJ SERIJALA)     | 30. svibnja 2021.   | 38 minuta |

## Zanimljivosti
- Glumac Dean Batoz slomio je nogu tijekom snimanja drugog dijela serije Dobro jutro, komšija te je narednih 6 mjeseci bio u gipsu. Zbog te su ozljede izbačene neke scene u kojima se Batoz trebao pojaviti.[13]
- Filmski ljubavni par Dean Batoz i Tatjana Binjaš, koji su u trećem dijelu oženjeni, sklopili su brak i u stvarnom životu.[13]
- Nekoliko godina nakon snimanja prvoga dijela, mnogi glumci su se doselili i izgradili kuću u selu gdje su snimani filmovi, a zajedno s njima i redatelj Mladen Marijanović.[13]
- Glumica Jelena Gaćeša u prvom dijelu filma je glumila Violetinu prijateljicu – kada su ona i ostale Violetine prijateljice dolazile na bazen kod Violete i kako bi vidjele novu kuću. U drugom dijelu glumila je nastavnicu u školi, kada je Čedo išao kod ravnatelja i pitao ju gdje se nalazi ravnatelj. Od 1. sezone serije glumi susjedu Ivanku.
- U drugom dijelu filma glumica Zorica Jojić glumi ravnateljicu u školi, a od 1. sezone serije glumi Trtinu suprugu.

## Vanjske poveznice
- Dobro jutro, komšija u internetskoj bazi filmova IMDb-a